# バスティア
バスティア (Bastia、フランス語発音: [bastja]、イタリア語発音: [baˈstiːa]; コルシカ語: Bastìa、[baˈstia]) は、フランス南部、地中海のコルス地域圏（コルシカ島・コルス島）の都市である。オート＝コルス県の県庁所在地。フランス歴史と芸術のまち（fr）に選ばれている。

## 地理
バスティアはコルシカ島の北に位置し、カップ・コルスの付け根に位置する。山と海に囲まれ、コルシカ島の中でも重要な港町、経済の拠点である。気温は年平均15.3℃程度。バスティアの風は強く、雨が激しく降ることもあるが、年間340日は晴れとなっている。

## 歴史

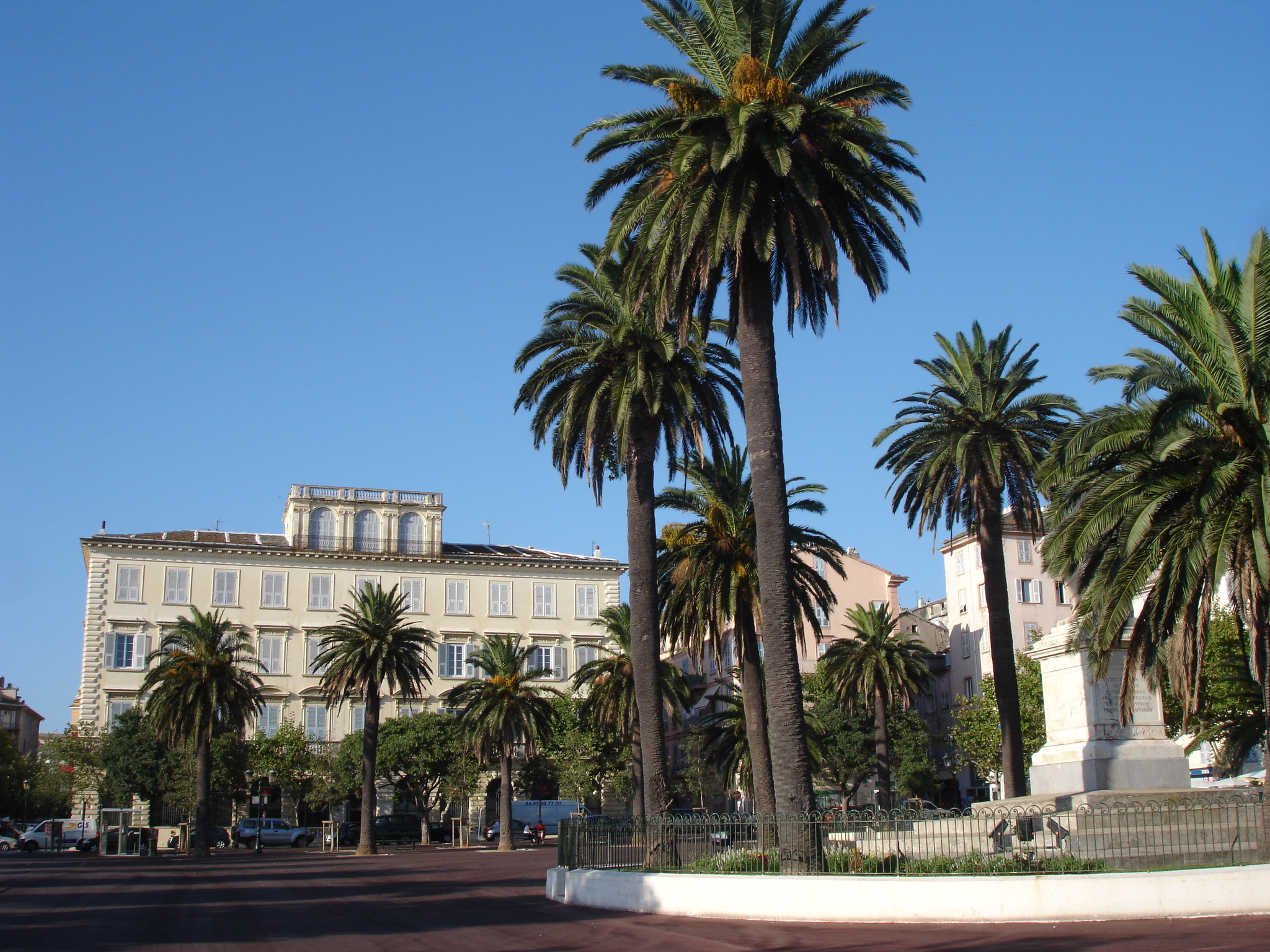
サン・ニコラ広場

ジェノヴァ共和国に占領される前、カルド（Cardo）という大きな村（現在はバスティアの一地区）があった。漁民の住む地帯は、ポルト・カルド（Porto Cardo、カルドの港）と呼ばれていた。ここ50年の間、カルド地区はバスティア市民の新住宅地となっていった。現在、ピーニョ山にあるカルド地区からは、バスティアへ多くの人々が働きにやってきている。
すぐにジェノヴァ人たちは、占領地のカルドを海からの他国の侵略から防ぐ必要に迫られた。知事レオネロ・ロメリーニ時代に、シタデルを意味するバスティーリャ（bastiglia）の建設が始められた。同時に、バスティーリャが地名そのものとなって発展し、カルドよりも繁栄していった。
バスティアの歴史全ては、都市を囲い込むシタデルからなっている。島の各地で必要とされるように、ここで居住地に人口の流入を決めるのは海と山である。バスティアも、ジェノヴァ占領時代に都市の基礎が築かれた。岩の上で誕生したバスティアは、海の上につり下げられるように面積を拡大していった。
18世紀以降フランス領となったバスティアは、第二次世界大戦で数多くの戦災に見舞われた。しかしバスティアはコルシカ島の経済中心地の一つとして進化した。バスティアの市街区域も島へと拡大している。バスティアは島で数少ない産業集約地である。商業港とバスティア・ポレッタ空港を抱えている。

## 交通

### 道路
- RN193 - バスティアとコルシカ各地とをつなぐ主要道

### コルシカ鉄道
バスティア駅が中心部にある。アジャクシオやカルヴィをつなぐ路線の他、カサモッザへ向かう郊外路線があるため9本の別路線がある。

### 海運
バスティアは、地中海に面したフランス随一の海港である。2007年には2400万人以上が利用した。これはカレー港に次いで国内第2位である。

## 見どころ
- コルス美術館
- 旧ジェノヴァ総督邸宅とコルス民族博物館
- シタデル

- シタデル
- 集合住宅
- サン・ジャン・バティスト・ド・バスティア聖堂

## 姉妹都市
- エルディング、ドイツ
- ヴィアレッジョ、イタリア

## 出身者
- アンリエット・ピュイグ＝ロジェ - 音楽家
- アディル・ラミ - サッカー選手
- シャウキ・ベン・サーダ - サッカー選手
- フランソワ・モデスト - サッカー選手
- フランソワ・メニケッティ - 作曲家